# Donaudörfl
Donaudörfl ist eine Rotte von Lahnsattel der Gemeinde St. Aegyd am Neuwalde im Bezirk Lilienfeld.
Donaudörfl befindet sich östlich von Lahnsattel am Talausgang des Saugrabens, der über den Waldhüttsattel nach Kernhof führt. Donaudörfl liegt in Niederösterreich, aber ebenso im Einzugsbereich der Mürz, was nur auf wenige Orte zutrifft.